# Kollow
Kollow là một đô thị thuộc huyện Lauenburg, trong bang Schleswig-Holstein, nước Đức. Đô thị Kollow có diện tích 8,21 km², dân số thời điểm 31 tháng 12 năm 2006 là 651 người.